# Alfonso Gesualdo

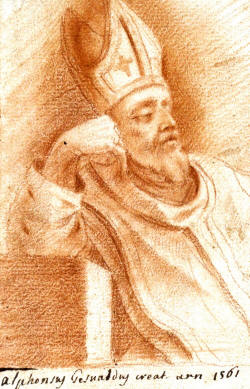
Alfonso Gesualdo als Erzbischof (Zeichnung, vermutlich zwischen 1561 und 1564)

Alfonso Gesualdo (* 20. Oktober 1540 in Calitri bei Neapel; † 14. Februar 1603 in Neapel) war ein Kardinal der Römischen Kirche.

## Familienbeziehungen
Der Kardinal entstammte der Adelsfamilie der Herren von Calitri, Fürsten von Venosa und Grafen von Conza. Er war der Sohn von Luigi IV Gesualdo, dem ersten Fürsten von Venosa, fünften Grafen von Conza und zehnten Herrn von Gesualdo und der Isabella Ferella.
Alfonsos Bruder Fabrizio, Fürst von Venosa, war ein Schwager von Kardinal Carlo Borromeo. Die Verbindung mit dem Geschlecht der Borromeo hatte für die Familie Gesualdo ein halbes Jahrhundert lang nachhaltige Bedeutung. Der Komponist Carlo Gesualdo war Alfonsos Neffe.

## Kirchliche Laufbahn

Kardinalswappen (modernes Schema)

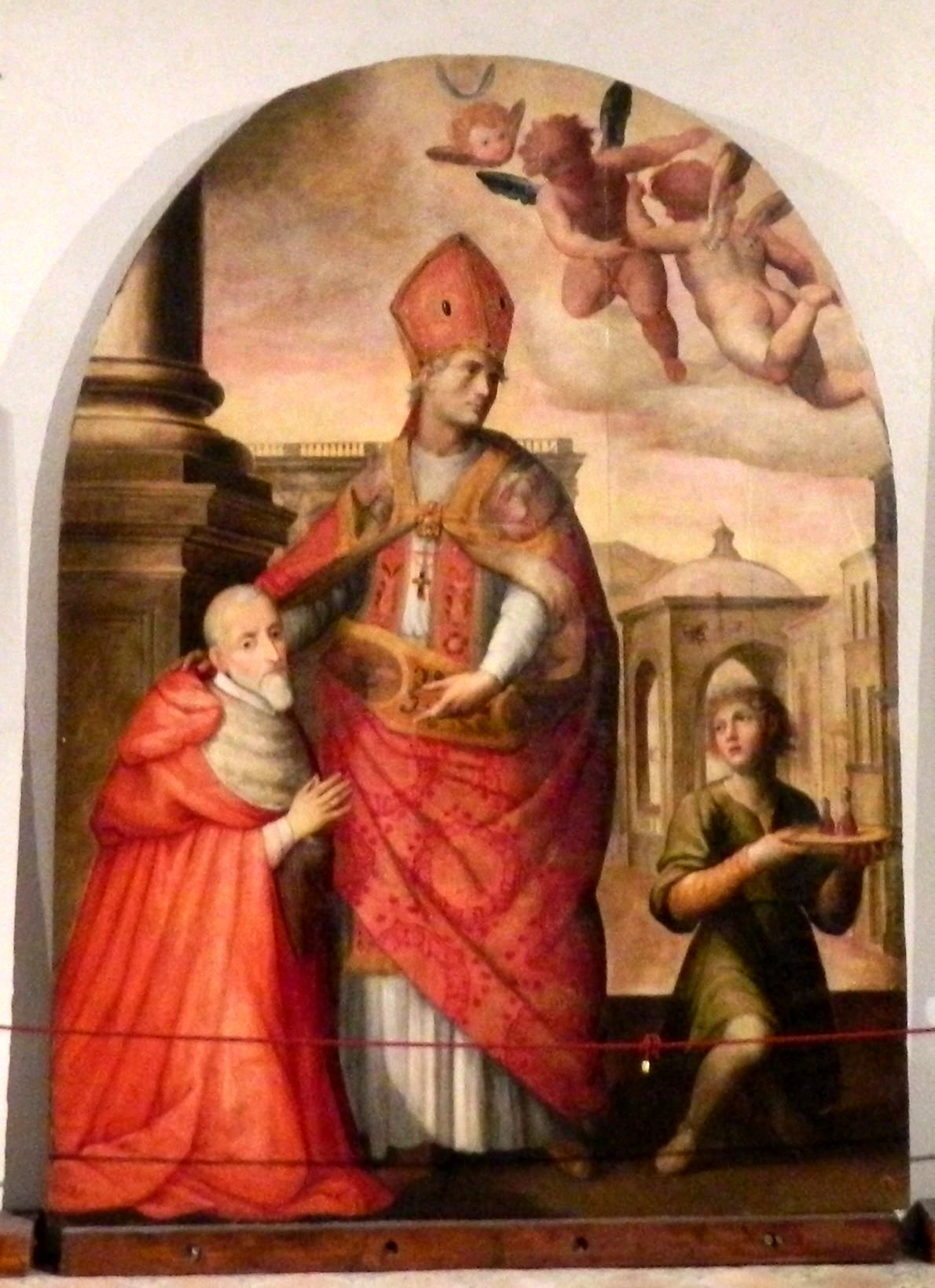
San Gennaro mit Kardinal Alfonso Gesualdo (Gemälde von Giovanni Balducci)

Im jugendlichen Alter von 20 Jahren im Konsistorium vom 26. Februar 1561 von Papst Pius IV. zum Kardinal erhoben, wurde Gesualdo im März desselben Jahres Kardinaldiakon von Santa Cecilia und wohl nach seiner Priesterweihe ab Oktober 1563 Kardinalpriester derselben Kirche, bevor er 1572 zur Titelkirche Santa Prisca wechselte und von 1578 bis 1579 Kardinalpriester von Sant’Anastasia, 1579 bis 1580 von San Pietro in Vincoli und von 1580 bis 1583 von San Clemente war. Er war Mitglied der Kurie und ab 1564 Erzbischof von Conza, wozu er am 23. April 1564 durch Kardinal Francesco Pisani die Bischofsweihe empfing. Später ernannte ihn Papst Gregor XIII. zum Kardinalbischof von Albano (1583), Sixtus V. zum Kardinalbischof von Frascati (1587) und 1589 zum Kardinalbischof von Porto e Santa Rufina und Kardinalsubdekan. 1591 wurde er Kardinalbischof von Ostia und damit Dekan des Kardinalskollegiums. In dieser Funktion leitete er die Konklaven von 1591 und 1592, auf denen die Päpste Innozenz IX. und dann Clemens VIII. erwählt wurden. Zudem wurde er 1596 Erzbischof von Neapel.
Insgesamt war Kardinal Gesualdo Teilnehmer an sieben Papstwahlen, nämlich in den Konklaven von 1565 bis 1566; 1572; 1585; September 1590; Oktober bis Dezember 1590; 1591 und 1592.
Gesualdo war Patron von Sant’Andrea della Valle in Rom, der Mutterkirche des Theatinerordens.